# 71街車站
71街車站（英語：71st Street station）是紐約地鐵BMT西城線一個慢車地鐵站，位於本森赫斯特71街及新烏得勒支大道交界，設有D線（任何時候停站）列車服務。

## 車站結構
| P 月台層 | 側式月台 | 側式月台                          |
| P 月台層 | 北行慢車 | ← 往諾伍德-205街 (62街)           |
| P 月台層 | 尖峰快車 | → 無定期服務                      |
| P 月台層 | 南行慢車 | → 往康尼島-斯提威爾大道 (79街) →  |
| P 月台層 | 側式月台 |                                   |
| M        | 夾層     | 閘機、出入口、MetroCard自動售票機 |
| G        | 街道層   | 出入口                            |

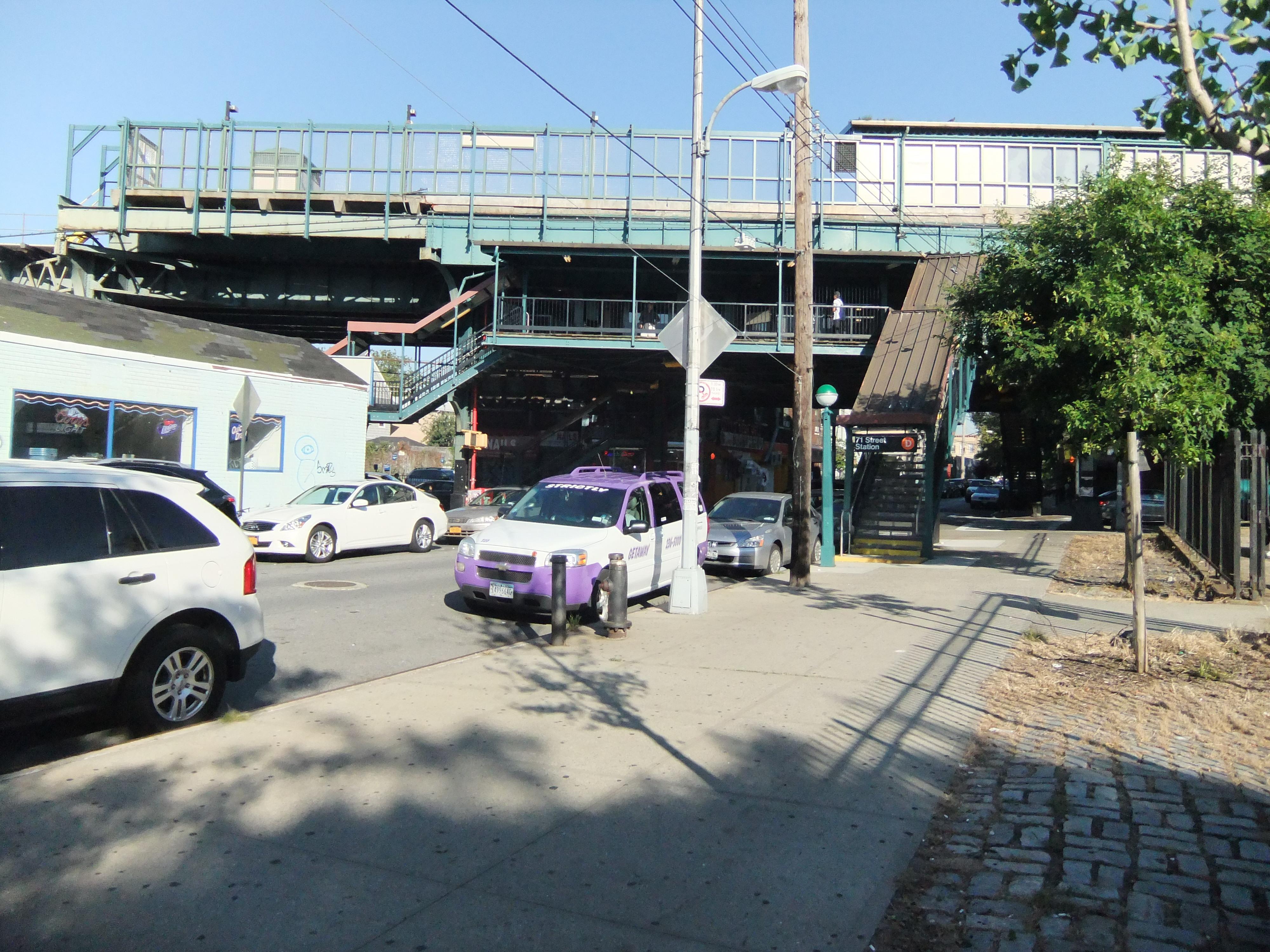
東梯

此高架車站在1916年9月15日啟用，設有兩個側式月台和三條軌道。中央軌道正常不使用。
2012年，車站根據2009年美國復蘇與再投資法案進行金援翻新。

## 外部連結
- nycsubway.org—BMT West End Line: 71st Street
- Station Reporter — D Train
- 71st Street on TheSubwayNut（页面存档备份，存于）
- 71st Street entrance from Google Maps Street View（页面存档备份，存于）
- Bay Ridge Avenue (69th Street) entrance from Google Maps Street View（页面存档备份，存于）
- Platforms from Google Maps Street View